# Кекчи (язык)
Кекчи (Qʼeqchiʼ, иногда: K’ekchi’ или K’etchi’) — язык индейцев кекчи, четвёртый по величине язык майяской семьи. Численность говорящих — около 450 тысяч человек.
Кекчи распространён в основном в Гватемале (в этой стране живут более 90 % от всех его носителей), но также встречается в некоторых регионах Белиза и Сальвадора.

## Ареальная информация

### Кекчи в Гватемале
Большинство носителей языка кекчи (около 400 тысяч человек) — жители Гватемалы. Основная их масса приходится на департаменты Альта-Верапас и Баха-Верапас. Кекчи также есть в департаментах Петен, Исабаль и Киче.
Альта-Верапас — историческая родина кекчей.

### Кекчи в других странах
В конце XIX века происходит миграция небольшой части кекчей в белизский округ Толедо, в связи с постановлением правительства Гватемалы, разрешающим владельцам плантаций не платить работникам этой национальности. В результате, на сегодняшний день на юге Белиза имеется около 30 кекчийских деревень, в которых, в общей сложности, проживает более 11 тысяч человек.
Еще около 12 тысяч носителей языка кекчи проживают в северных районах Сальвадора.

## Социолингвистические особенности

### Диалекты
В языке кекчи, используемом в Гватемале, выделяют два основных диалекта:
- западный — так же называется кобанский диалект, по названию города Кобан — центра департамента Альта-Верапас)
- восточный — распространен в окрестностях таких городов, как Ланквин, Кахабон и Сенаху).
- Также отдельным диалектом следует, по-видимому, считать речь кекчей в Белизе.

Поскольку этническая группа кекчи долгое время (фактически, до XIX века) была практически изолирована на очень небольшом географическом пространстве (например, кекчи не жили на территории Баха-Верапас, плотно населенной ими сейчас), нет ничего удивительного в том, что различия между диалектами весьма небольшие, в основном в фонетике.
Примеры диалектических различий:
- В восточном диалекте сохранилось прамайяское противопоставление гласных по долготе/краткости в односложных словах, в то время как другие полностью её утратили.
- Взамен, в западном диалекте возникло удлинение гласного перед сочетанием сонорного с любым согласным.

Основным диалектом кекчи считается западный (кобанский).

### Кекчи и другие языки
Кекчи имеет самый высокий среди всех майяских языков процент носителей-монолингвов. В то время как другие представители этой семьи, как правило, билингвы (чаще всего, второй язык — испанский), большинство кекчей в Альта-Верапас владеют только одним языком.
Несколько другая ситуация наблюдается среди кекчи в Белизе. Довольно большая их часть, помимо кекчи, говорит также на другом майяском языке мопан. Многие владеют английским.
Что касается заимствований, помимо довольно большого пласта лексики, пришедшей из испанского (часто — через другие майяские языки), сильное влияние на кекчи оказали соседние юкатекские языки (в частности, сам юкатекский и язык мопан). Встречаются заимствование и из языков других ветвей этой семьи, в частности, чольско-центальской.

## Основные типологические параметры

### Общая характеристика
Кекчи — синтетический язык агглютинативного строя. Это означает, что грамматические значения в нем выражаются каждое при помощи своего аффикса (в кекчи преобладает префиксация, однако встречаются и суффиксы, в особенности, для словообразовательных категорий).
| x-in-puba               | li   | xul      |
| ПЕРФ. — 1ЕД. — стрелять | ДЕТ. | животное |
| Я выстрелил в животное  |      |          |

| qui-x-puba              | li   | xul      |
| ПРОШ. — 3ЕД. — стрелять | ДЕТ. | животное |
| Он стрелял в животное   |      |          |

В языке встречается семантическая фузия (к примеру, показатель «x» обозначает одновременно лицо, число и, как будет видно ниже, падеж).
В кекчи присутствуют и аналитические формы:
| yuu chi beek laj Juan                                                                                              |     |          |      |      |
| \| yuu \| chi \| beek \| laj \| Juan \| \| активный \| с \| хождение \| ДЕТ. \| Хуан \| \| Хуан шёл \| \| \| \| \| |     |          |      |      |
| yuu | chi | beek     | laj  | Juan |
| активный | с   | хождение | ДЕТ. | Хуан |
| Хуан шёл |     |          |      |      |

Однако количество таких случаев крайне мало, что и свойственно синтетическому языку.

### Тип маркирования
Кекчи — язык с вершинным маркированием.

#### В именной группе
Поскольку маркирование вершинное, в словосочетаниях «обладаемое + обладатель» маркируется обладаемое. В качестве маркера выступают эргативные префиксы соответствующего лица и числа. В случае, когда посессор выражен, он, как правило, ставится после обладаемого.
| li          | x-rabin          | li   | rei    |
| ДЕТ.        | 3ЕД.,ЭРГ. — дочь | ДЕТ. | король |
| Дочь короля |                  |      |        |

| in-sikʼ           |
| 1ЕД.,ЭРГ. — табак |
| Мой табак         |

#### В предикации
Вершинное маркирование в предикации означает, что вся информация об актантах глагола содержится в самом глаголе. Глаголы в кекчи строятся по следующей схеме:
| {показатель времени / модальности / вида} + {маркер абсолютива} + {маркер эргатива} + {корень или деривированная основа} |

Использование всех показателей одновременно можно увидеть в переходных глаголах. При непереходных, показатель эргатива отсутствует (почему это происходит см. ниже).
| x-at-in-sak                             |
| ПЕРФ. — 2ЕД.,АБС. — 1ЕД.,ЭРГ. — ударять |
| я ударил тебя                           |

| ki-Ø-x-k’am                               | chaq  | li-tumin      | li-chʼina-ʼal              |
| ПРОШ. — 3,АБС. — 3ЕД.,ЭРГ. — приносить    | назад | ДЕТ. — деньги | ДЕТ. — маленький — мальчик |
| маленький мальчик приносил деньги обратно |       |               |                            |

### Ролевая кодировка
Как уже видно из примеров выше, кекчи — язык с эргативной ролевой кодировкой. Это означает, что:
1. При переходном глаголе, субъект действия маркируется эргативом, а объект — абсолютивом.
| li-in               | yucua | t-o-x-tau                               |
| ДЕТ. — 1ЕД.,ЭРГ.    | отец  | БУД. — 1МН.,АБС. — 3ЕД.,ЭРГ. — находить |
| мой отец найдёт нас |       |                                         |

| qui-Ø-x-tau                           | li-x             | pub   |
| ПРОШ. — 3,АБС. — 3ЕД.,ЭРГ. — находить | ДЕТ. — 3ЕД.,ЭРГ. | ружьё |
| он нашёл своё ружьё                   |                  |       |

2. При непереходном глаголе используется показатель абсолютива соответствующего лица и числа.
| na-Ø-nume                  | li   | cuink   |
| НАСТ. — 3,АБС. — проходить | ДЕТ. | человек |
| человек проходит (мимо)    |      |         |

| t-ex-chaalq                  |
| БУД. — 2МН.,АБС. — приходить |
| вы придёте                   |

| qui-Ø-raho                 |
| ПРОШ. — 3,АБС. — грустнеть |
| он погрустнел              |

### Базовый порядок слов
Базовым порядком слов в кекчи считается VOS, нередко встречающийся в майяских.
| naxkamsi laj Guillermo laj Juan |      |           |      |       |
| \| na-Ø-x-kamsi \| laj \| Guillermo \| laj \| Juan \| \| НАСТ. — 3,АБС. — 3ЕД.,ЭРГ. — убивать \| ДЕТ. \| Гиллермо \| ДЕТ. \| Джуан \| \| Хуан убивает Гиллермо \| \| \| \| \| |      |           |      |       |
| na-Ø-x-kamsi | laj  | Guillermo | laj  | Juan  |
| НАСТ. — 3,АБС. — 3ЕД.,ЭРГ. — убивать | ДЕТ. | Гиллермо  | ДЕТ. | Джуан |
| Хуан убивает Гиллермо |      |           |      |       |

Однако, порядок не является строго фиксированным, и в текстах может встретить также и SVO, OVS, VSO и другие комбинации, в зависимости от структуры предложения и актуального членения.
Пример порядка SVO (и SV):
| kwi laj Juan naxkamsi laj Guillermo li xdyukwa laj Guillermo tajosqʼoqʼ |      |      |                                      |      |           |      |                  |      |           |                         |
| \| kwi \| laj \| Juan \| na-Ø-x-kamsi \| laj \| Guillermo \| li \| x-dyukwa \| laj \| Guillermo \| ta-Ø-josqʼoqʼ \| \| если \| ДЕТ. \| Хуан \| НАСТ. — 3,АБС. — 3ЕД.,ЭРГ. — убивать \| ДЕТ. \| Гиллермо \| ДЕТ. \| 3ЕД.,ЭРГ. — отец \| ДЕТ. \| Гиллермо \| БУД. — 3,АБС. — злиться \| \| если Хуан убьет Гиллермо, отец Гиллермо разозлится \| \| \| \| \| \| \| \| \| \| \| |      |      |                                      |      |           |      |                  |      |           |                         |
| kwi | laj  | Juan | na-Ø-x-kamsi                         | laj  | Guillermo | li   | x-dyukwa         | laj  | Guillermo | ta-Ø-josqʼoqʼ           |
| если | ДЕТ. | Хуан | НАСТ. — 3,АБС. — 3ЕД.,ЭРГ. — убивать | ДЕТ. | Гиллермо  | ДЕТ. | 3ЕД.,ЭРГ. — отец | ДЕТ. | Гиллермо  | БУД. — 3,АБС. — злиться |
| если Хуан убьет Гиллермо, отец Гиллермо разозлится |      |      |                                      |      |           |      |                  |      |           |                         |

## Фонетика
В Кекчи существует большое количество абруптивных согласных. На письме они обозначаются при помощи символа «ʼ». Фактически, в языке представлено противопоставление согласных по абруптивности. Встречаются пары:
- [t] — [tʼ], [k] — [kʼ], [č] — [čʼ] и др.

Активно используется гортанная смычка ([ʼ]).

## Комментарии
1. ↑  Следует отметить, что существуют некоторые различия между написаниями, принятыми для кекчи. В частности, один и тот же звук может быть записан как «k», «q» или «qu». В настоящей статье примеры приведены в том виде, в котором они встречаются в литературе.
2. ↑  Более точным здесь был бы другой разбор: «x-Ø-in-puba» и, соответственно, «ПЕРФ. — 3,АБС. — 1ЕД.,ЭРГ. — стрелять». Значение объяснено ниже.
3. ↑  Традиционно принято выделять в кекчи 12 маркеров: 6 эргативных (3 лица и 2 числа) и 6 абсолютивных.
4. ↑  Встречаются и слитные написания детерминанта: «li-rabin» (дочь) и, соответственно, «li-x-rabin» (его дочь). Помимо этого, можно встретить также написания, в которых посессивный показатель присоединяется к детерминанту: «li-x rabin».
5. ↑  Слитные написания прилагательных также встречаются наравне с раздельными.
6. ↑  Показатель третьего лица абсолютива — так называемая нулевая морфема, не имеющая выражения и обозначающаяся символом «Ø».
7. ↑  В тексте встречается именно с таким порядком слов. Полное предложение: «Pero lin yucua toxtau riq’uin lix lem» — «Но мой отец найдет нас при помощи своего стекла». Это реплика девушки, в ответ на предложение парня сбежать вместе с ним из дома (под «стеклом» подразумевается некоторый магический инструмент, фраза взята из сказки). Учитывая характер возражения, возможно, здесь имеет смысл говорить о топикализации. С текстом сказки можно ознакомиться по ссылке в соответствующем разделе этой статьи.
8. ↑  Оригинальное написание («lin») отражает особенности кобанского диалекта, где были утрачены долгие гласные в односложных словах.